# Силва и Соуза, Жулио Сезар да
Жу́лио Се́зар да Си́лва и Со́уза (порт. Júlio César da Silva e Souza; 26 февраля 1980, Итагуаи) — бразильский футболист, нападающий.

## Карьера
Начал свою карьеру на родине в клубе «Флуминенсе», в последний сезон с которым выиграл чемпионат Рио-де-Жанейро, после чего уехал в Россию, чтобы выступать в московском «Локомотиве», с которым всего лишь за год успел стать чемпионом России и выиграть Суперкубок в 2003 году. После «Локомотива» играл в Португалии за клубы «Эштрела да Амадора» и «Жил Висенте», где в общей сложности провёл 2 сезона, затем играл в Греции за афинский АЕК, с которым стал обладателем Суперкубка Греции, а также прославился в Лиге Чемпионов, забив победный мяч в ворота «Милана». Из АЕКа перешёл в бухарестский «Рапид». С 2009 года являлся игроком «Газиантепспор».

## Достижения
Флуминенсе:
- Чемпион Рио-де-Жанейро: 2002

 Локомотив:
- Чемпион России: 2002
- Обладатель Суперкубка России: 2003

 АЕК:
- Обладатель Суперкубка Греции: 2007